# Zenon Świtaj
Zenon Piotr Świtaj (ur. 27 lipca 1929, zm. 6 listopada 2016) – polski działacz państwowy i społeczny, w latach 1973–1981 wicewojewoda białostocki.

## Życiorys
Ukończył studia magisterskie. Ok. 1973–1981 zajmował stanowisko wicewojewody białostockiego (zarówno „dużego”, jak i „małego” województwa). W czasie stanu wojennego z urzędu zasiadał w Wojewódzkim Komitecie Obrony w Białymstoku. Wieloletni działacz Polskiego Związku Działkowców, w latach 1985–2007 zasiadał w Krajowej Radzie PRD, zaś od 1994 do 2004 kierował okręgiem podlaskim organizacji i był prezesem ROD „Relaks” w Białymstoku.
Został pochowany na Cmentarzu Miejskim w Białymstoku (sektor 132, rząd 5, miejsce 18). Odznaczony m.in. Złotą Odznaką „Zasłużonego Działkowca” oraz Odznaką „Za Zasługi dla PZD”.